# Ira P. Schwarz
Ira Paul Schwarz (Sheldon (Iowa), 24 februari 1922 - Mundesley-on-Sea (Norfolk), 2006 en) was een Amerikaans componist, muziekpedagoog, schrijver.

## Levensloop
Schwarz studeerde muziek aan het Morningside College in Sioux City (Iowa), waar hij zijn Bachelor of Music behaalde, de Universiteit van South Dakota in Vermillion (South Dakota), waar hij zijn Master of Arts behaalde, de Universiteit van Iowa in Iowa City, waar hij promoveerde tot Ph.D. (Philosophiæ Doctor), de Eastman School of Music in Rochester (New York) en aan de Harvard-universiteit in Cambridge (Massachusetts). Zijn leraren voor compositie waren onder andere Nadia Boulanger, G. Thaddeus Jones, Philip Bezanson en Richard Hervig. Hij is professor en Composer-in-Residence-Emeritus van de State University of New York (SUNY), in Brockport (New York). Schwarz was ook een bepaalde tijd professor aan de Staatsuniversiteit van Minot in Minot (North Dakota).
Als componist schreef hij voor vele genres zoals werken voor orkest, harmonieorkest, kamermuziek, jazz-band, beiaard en koren. Schwarz schreef ook verschillende opera's, toneelmuziek en uitgebreide literatuur voor blazersensembles. Zijn werken werden uitgevoerd in Europa, Japan, Zuid-Afrika, Canada, Zuid-Amerika en in de Verenigde Staten. Schwarz composities werden opgenomen door orkesten en ensembles uit de hele wereld, bijvoorbeeld door het Slovak Radio Symphony Orchestra, o.l.v. Robert Stankovsky, de Russian Symphonic State Cappella, o.l.v. Constantin Kremetz, de U.S. National Flute Association Flute Choir, de Symphonic Band of the Massachusetts Institute of Technology (MIT) uit Cambridge (Massachusetts) o.l.v. John Corley en door bekende artiesten en kunstenaars.
Hij was ook bekend als schrijver van vier boeken, muziekkritieken in verschillende tijdschriften en dagbladen.
In 1998 vertrok hij naar Mundesley-on-Sea (Norfolk) en was daar werkzaam als freelance componist en muziekpedagoog.

## Composities

### Werken voor orkest
- 1991 A Secret place - a chromatic fantasy, voor basklarinet solo en strijkorkest
- 1993 Rosa's Rhapsody -- A Tribute to Rosa Parks, voor orkest
- 1994 Chromatic Essay, voor klarinet en strijkers
- 1998 The Legacy, voor bariton en kamerorkest
- 1998 Celtic Concerto, voor pennywhistle (of: Ierse fluiten) en orkest
- 1998 Erie Canal Rhapsody, voor orkest, gemengd koor, spreker en strijkorkest
- Divertimento for Strings
- Star man, voor orkest
- The Legacy of Martin Luther King, Jr., voor orkest

### Werken voor harmonieorkest
- 1956 Sax Serenade, voor saxofoonkwartet en harmonieorkest
- 1956 Toot Sweet, voor cornet solo en harmonieorkest
- 1960 Showcase, voor spreker en harmonieorkest
- 1987 Challenger: Ron McNair, voor spreker, harmonieorkest en geprepareerd geluidsband
- 1989 Montage, voor harmonieorkest
- 1990 Concerto, voor altsaxofoon en harmonieorkest
- 1999 A Celtic Rhapsody, voor harmonieorkest
- 1999 Fanfare and Anthem, voor koper-ensemble
- 2001 Memorial Tribute, voor harmonieorkest
- 2003 Saxe-Bleu, voor saxofoonkwartet en harmonieorkest
- 2004 Poet and Peasant Phantasy, voor trombone solo en harmonieorkest
- 2004 Cromer-by-the-Sea, feestelijke mars voor harmonieorkest
- Allegheny and Variations on a Theme, voor harmonieorkest
- Moonlight Promenade, voor harmonieorkest
- Olean Overture, voor harmonieorkest
- Phil/Phyl the Fluter/Flauter, voor harmonieorkest
- Symphonic Montage, voor harmonieorkest

### Muziektheater

#### Opera's
| Voltooid in | titel             | aktes   | première | libretto                                      |
| ----------- | ----------------- | ------- | -------- | --------------------------------------------- |
|             | Instant Opera     |         |          |                                               |
|             | The Ghostly Groom | 2 aktes |          | Gary D. Luckert, de componist en Adam LaZarre |

#### Balletten
| Voltooid in | titel                                | aktes | première | libretto                                        | choreografie |
| ----------- | ------------------------------------ | ----- | -------- | ----------------------------------------------- | ------------ |
| 1987        | Jacob's ladder - a music/dance drama |       |          | door de componist geadapteerd vanuit spirituals |              |
|             | DreamDance                           |       |          |                                                 |              |

### Werken voor koren
- 2001 Morningside Festival, voor gemengd koor en orkest
- Brother Martin, voor gemengd koor
- Christmas Ev'ry Day, voor gemengd koor
- Never Mind, voor gemengd koor
- Song of Hope, voor gemengd koor
- The Bells, voor gemengd koor

### Vocale muziek
- 1995 Sappho - Fragments and Variations, 12 songs voor sopraan en piano
- 1998 The Legacy, voor bariton en piano
- 1998 New Horizons, suite voor bariton, strijkers en slagwerk
- 2002 The Ruined Maid, voor sopraan, klarinet en piano - tekst: Thomas Hardy
- Invectus, voor sopraan en orgel

### Kamermuziek
- 1966 Colloquy, voor hobo en piano
- 1991 Poco rococo - suite, voor klarinet, fagot en piano
- 1998 Fantasy on a Favorite Tune, voor dwarsfluit, klarinet, basklarinet en vibrafoon
- 2000 Harlequin Suite, voor dwarsfluit-koor
- 2003 Songs of Celebration - Native American Suite, voor dwarsfluit-koor (opgedragen aan Sir James Galway)
- 2004 Five Cats and a Porcupine, voor blazerskwintet, piano en spreker (opgedragen in herdenking an zijn overleden dochter Linda Schwarz-Pilarinos)
- Adagio and allegro, voor klarinet, altsaxofoon (of: fagot) en piano
- Capriccio, voor 3 klarinetten, Es alt-klarinet en Bes basklarinet
- Classical Kick, 3 delen voor viool, klarinet (of: saxofoon) en marimba
- Continuum, set van zes een-deelige trio's voor blazers (dwarsfluit, hobo en klarinet) en piano
- Harlequin Suite II, voor dwarsfluit-koor
- Rondo Caprice, voor hobo (of: dwarsfluit), klarinet en fagot (of: basklarinet)
- Seven duos, voor klarinet en dwarsfluit
- Toot Suite, voor trompet en piano
- Two to Tango, duo voor dwarsfluiten gebaseerd op de folksong Lightly Row (Hulde aan James en Jeanne Galway)
- Concertstuk Nr. 1, op. 113, van Felix Mendelssohn Bartholdy bewerkt voor klarinetten-ensemble

### Werken voor piano
- Time Pieces, zes stukken voor piano

### Werken voor beiaard
- 2000 Contemplating a Japanese Garden
- 2002 Poem for Carillon
- Three Pieces for Carillon
- Morning Song
- Evening Song

## Publicaties
- Ira P. Schwarz: Arts and Humanity: An Introduction to Applied Aesthetics, Softcover, Vero Media Inc, October 1986, 251 p., ISBN 0813426103
- Ira P. Schwarz: A Brief Source Book for the Humanities and Related Arts, Hardcover, Kendall/Hunt Pub Co, 1972, ISBN 0840305656
- Ira P. Schwarz: Who Should Teach the Allied Arts?, in: Art Education, Vol. 20, No. 7 (Oct., 1967), pp. 29–29
- Ira P. Schwarz and Leon C. Karel: A Curriculum in the Related Arts, in: Art Education, Vol. 21, No. 1 (Jan., 1968), pp. 11–14